# Capão do Cipó
Pour les articles homonymes, voir Capão.
Capão do Cipó est une municipalité brésilienne située dans l'État du Rio Grande do Sul.